# Fonky Family
Fonky Family (pronunciación en inglés : /fʌŋki fæmɪli/; a menudo acortado a La Fonky, o La FF) son un grupo musical de hip hop francés originarios de Marsella. Están compuestos de cuatro raperos: Le Rat Luciano, Menzo, Don Choa y Sat, el productor Pone, DJ Djel, el bailarín Blaze, el cantante Karima, Flex, Nandell, y el mánager Fafa.
Fonky Family hizo su primera aparición sobre la escena francesa en 1994, después de que IAM hubiera preparado el terreno para nuevos artistas de hip hop francés que provienen de Marsella. En 1995, ellos aparecieron con la canción titulada "Les Bad Boys de Marseille" sobre "Métèque et mat", el primer álbum en solitario por el IAM'S Akhenaton. Su primer álbum, "Si Dieu veut", salió en 1997 y pronto recibió el álbum de oro. Después de la publicación del álbum, Karima dejó o abandonó el grupo.
En 1998, invitaron al grupo a colaborar con Akhenaton sobre la banda sonora de Luc Besson para la película "Taxi" conocida en España como Taxi Express. La película se convirtió en un enorme éxito y su banda sonora encabezó las listas musicales en francés. Después de numerosas colaboraciones con los miembros diferentes de IAM sobre sus álbumes de solo o en solitario, el grupo realizó un juego ampliado (Extended play, (EP)) el registro con seis títulos vivos y corregidos, titulados "Hors série el volumen 1", en la primavera 1999. "Hors série el volumen 2" fue realizado en 2000.
Su segundo álbum, Art de rue, salió en 2001. Después de que esto, muchos miembros del grupo decidieron seguir carreras en solitario: Le Rat Luciano ya había realizado un álbum de solo en 2000, y Sat y Don Choa lo hicieron en 2001 y 2002 respectivamente. El DJ Djel produjo dos compilaciones en 2001 y 2003. 
En enero de 2006, Fonky Family publicó su tercer álbum "Marginale Musique" (Jive/SONY BMG), que debutó sobre el panorama musical francés posicionándose directamente como un número uno.
Tienen una industria editorial de música global con BMG Music Publishing.
La canción "La Furie et la Foi" fue usada como la banda sonora para la sección del patinador francés JB Gillet en la película "Rodney Vs Daewon Round II".

## Discografía
- 1999: Hors Série Volume 1
- 1999: Si Dieu Veut...
- 2001: Art 2 Rue
- 2001: Hors Série Volume 2
- 2006: Marginale Musique